# 邁克爾·坎寧安 (2001年出生足球運動員)
邁克爾·坎寧安（英語：Michael Cunningham，2001年3月10日—）是一名蘇格蘭足球運動員，司職前鋒，現時效力蘇格蘭足球乙組聯賽球會東法夫。

## 球會生涯

### 鄧迪
坎寧安在2019年的蘇格蘭聯賽盃首次職業上場，以替補身參加對彼德赫德的比賽。首次聯賽上場則在2020年1月對因弗内斯的比賽。月底他被外借至低地足球聯賽球會坎伯諾爾德小馬。該賽季受到2019冠状病毒影響而提早結束，他在外借期間上場5次及打進3球。
2020年10月，坎寧安被外借到愛丁堡城，並在5-1大勝布里金城的比賽首次上場。2021年年底，他與鄧迪的合約結束而離隊。

### 東法夫
2021年7月，經過試訓成功後，坎寧安與蘇格蘭足球甲組聯賽球會東法夫簽約加盟，雙方在2022年2月9日續約至2023年。